# Thanatephorus amygdalisporus
Thanatephorus amygdalisporus är en svampart som beskrevs av Hauerslev, P. Roberts & Å. Strid 1996. Thanatephorus amygdalisporus ingår i släktet Thanatephorus och familjen Ceratobasidiaceae.  Arten är reproducerande i Sverige. Inga underarter finns listade i Catalogue of Life.